# 克色爾

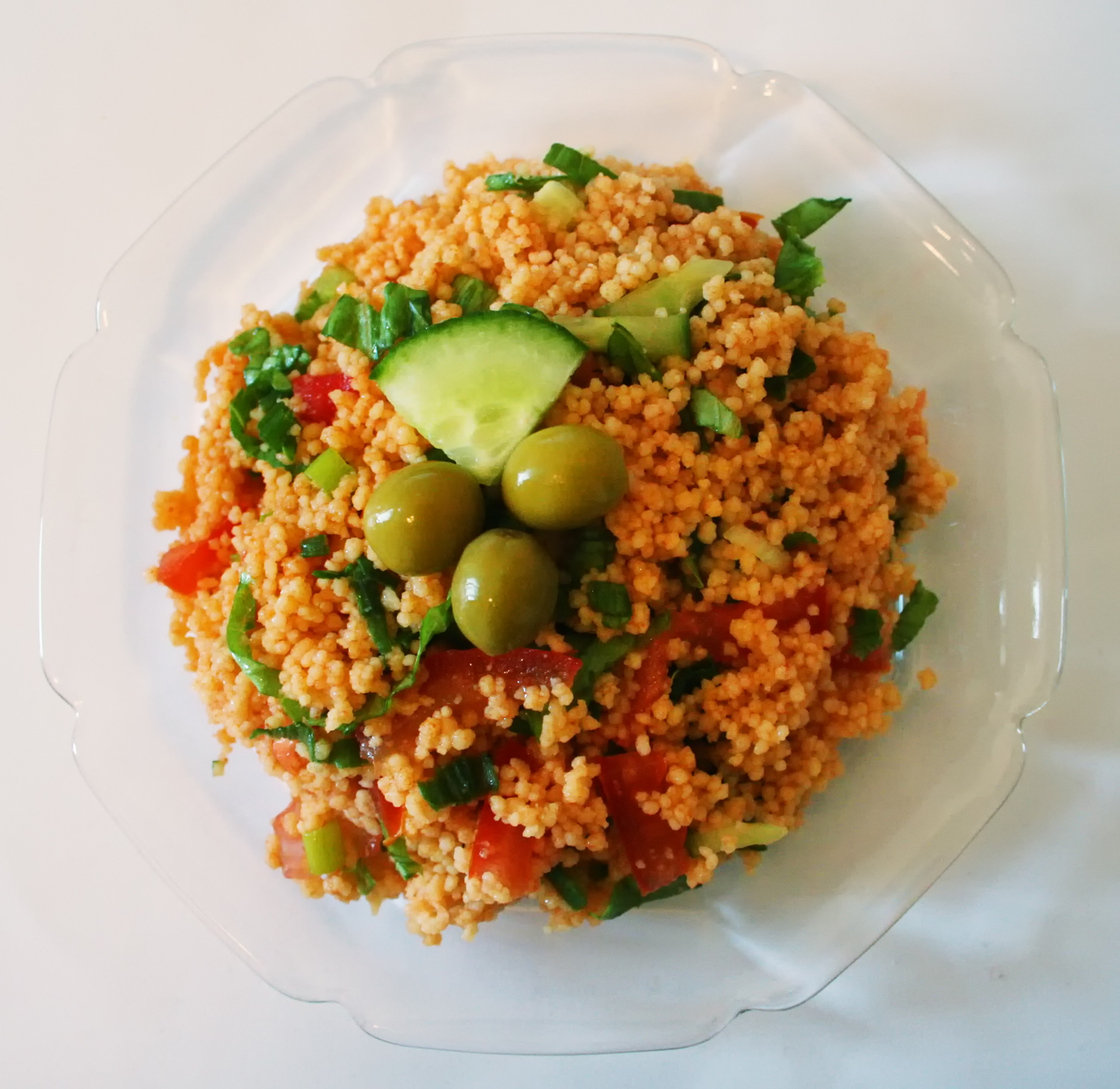
一盤放了橄欖和黃瓜的克色爾。

克色爾是一種土耳其小吃，以一種叫布格麥（Bulgur）的半熟穀類製成，通常還會加入香芹和蕃茄醬調味。在某些地區，大蒜、洋蔥、酸石榴汁、檸檬、生菜葉、黃瓜和其它香料也可以加入克色爾裡。其外表因加有蕃茄醬而略呈紅色。克色爾通常冷盤，作為沙拉食用。